# インターロイキン-1受容体アンタゴニスト
インターロイキン-1受容体アンタゴニストまたはインターロイキン1受容体拮抗分子（インターロイキン1じゅようたいアンタゴニスト/きっこうぶんし、英: interleukin 1 receptor antagonist、略称: IL-1Ra、IL1RNなど）は、ヒトではIL1RN遺伝子にコードされるタンパク質である。IL-1Raは当初は"IL-1 inhibitor"と呼ばれており、1984年に2つの研究室によって独立に発見された。IL-1Raは細胞表面のインターロイキン-1受容体（IL-1R）に対して非生産的な結合を行う因子であり、インターロイキン-1（IL-1）ファミリーと同じ受容体に結合することでIL-1による細胞へのシグナル伝達を防ぐ役割を果たす。

## 機能
IL-1RaはIL-1サイトカインファミリーの一員である。IL-1Raは、免疫系細胞、上皮細胞、脂肪細胞などさまざまな細胞種から分泌され、IL-1βの炎症促進作用に対する天然の阻害因子である。このタンパク質はIL-1αとIL-1βの活性を阻害し、さまざまなIL-1関連免疫・炎症応答を調節する。IL1RN遺伝子とその他5つの密接に関連したサイトカイン遺伝子は、2番染色体上の約400 kbにわたって遺伝子クラスターを形成している。IL1RN遺伝子には、異なるアイソフォームをコードするいくつかの選択的スプライシングバリアントが報告されている。

## 臨床的意義
IL1RN遺伝子の多型は、骨粗鬆症性骨折や胃がんのリスクの増加と関係していることが報告されている。また、IL1RN遺伝子の変異はインターロイキンI受容体拮抗分子欠損症（DIRA）と呼ばれる希少疾患の原因となる。
IL1RN遺伝子の多型は統合失調症のリスクとも関係している。統合失調症患者では血清IL-1Ra濃度の上昇がみられる。
アナキンラと呼ばれる、わずかに改変された組換え型IL-1Raが関節リウマチの治療に使用されている。関節リウマチはIL-1が重要な役割を果たす自己免疫疾患である。アナキンラと天然型ヒトIL-1Raは、N末端にメチオニン残基が1つ付加されている点で異なっている。

## 関連文献
- “Interleukin-1 receptor antagonist: role in biology”. Annu. Rev. Immunol. 16:  27–55. (1998). doi:10.1146/annurev.immunol.16.1.27. PMID 9597123.
- “Molecular mechanisms of corticosteroid actions”. Monaldi Archives for Chest Disease 55 (3):  256–66. (2000). PMID 10948677.
- Arend WP (2003). “The balance between IL-1 and IL-1Ra in disease”. Cytokine Growth Factor Rev. 13 (4–5):  323–40. doi:10.1016/S1359-6101(02)00020-5. PMID 12220547.
- “Polymorphism of IL-1 receptor antagonist gene: role in cancer”. Anticancer Res. 22 (6A):  3421–4. (2003). PMID 12530098.
- “Interleukin-1B polymorphisms and gastric cancer risk--a meta-analysis”. Cancer Epidemiol. Biomarkers Prev. 15 (10):  1920–8. (2007). doi:10.1158/1055-9965.EPI-06-0267. PMID 17035400.